# 326
Évszázadok: 3. század – 4. század – 5. század
Évtizedek: 270-es évek – 280-as évek – 290-es évek – 300-as évek – 310-es évek – 320-as évek – 330-as évek – 340-es évek – 350-es évek – 360-as évek – 370-es évek
Évek: 321 – 322 – 323 – 324 –  325 – 326 – 327 – 328 – 329 – 330 – 331

## Események

### Római Birodalom
- Constantinus császárt ás fiát, II. Constantinust választják consulnak.
- Constantinus Rómába indul uralkodásának húszéves évfordulójának megünneplésére. Útközben az isztriai Polában tárgyalás nélkül kivégezteti legidősebb fiát, Crispust. Egy hónappal később második feleségét, Faustát is megöleti. Egyes történetírók szerint Crispus viszonyt tartott fenn mostohaanyjával; más elméletek alapján Fausta hamisan vádolta meg mostohafiát, hogy saját fiait segítse a trónra.
- Constantinus kivégezteti az előző évben megöletett volt uralkodótársa, Licinius fiát, II. Liciniust.
- Constantinus Byzantium mellett megalapítja Constantinopolist, ahová a birodalom fővárosát költözteti majd.
- Constantinus anyja, Helena Jeruzsálembe zarándokol, ahol megtalálja a Szent keresztet (amelyen Jézust megfeszítették), valamint Jézus sírját. A sír fölötti Jupiter (vagy Vénusz) templomot leromboltatják és a következő évben elkezdik a Szent Sír-templom építését.

## Születések
- Constantius Gallus, római társcsászár

## Halálozások
- Flavius Iulius Crispus, Constantinus fia
- Flavia Maxima Fausta, Constantinus felesége
- II. Licinius, Licinius császár fia

## Fordítás
- Ez a szócikk részben vagy egészben  a(z)   326 című angol Wikipédia-szócikk ezen változatának fordításán alapul.  Az eredeti cikk szerkesztőit annak laptörténete sorolja fel. Ez a jelzés csupán a megfogalmazás eredetét és a szerzői jogokat jelzi, nem szolgál a cikkben szereplő információk forrásmegjelöléseként.